# Evangelische Kirche (Bosen)

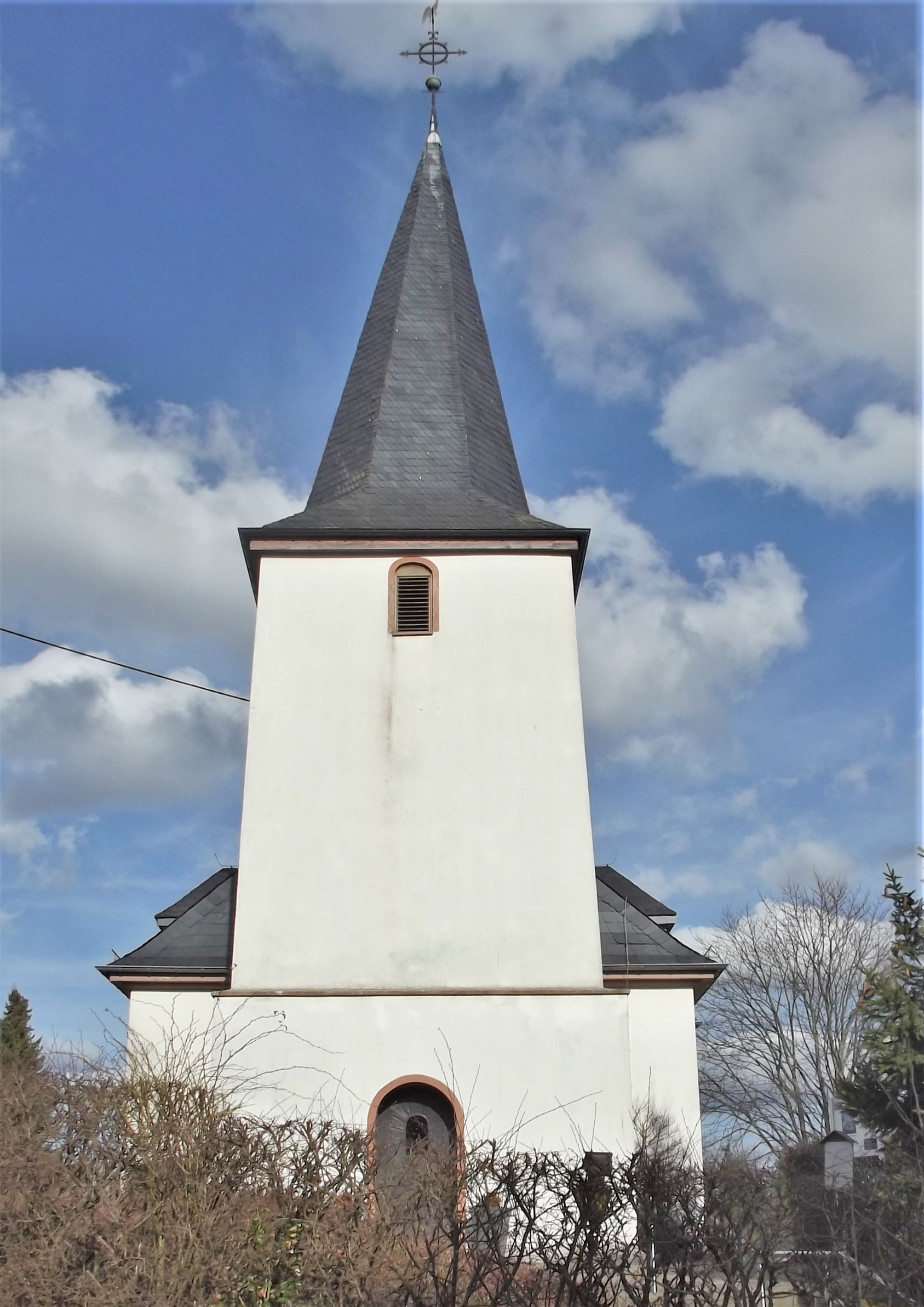
Evangelische Kirche Bosen

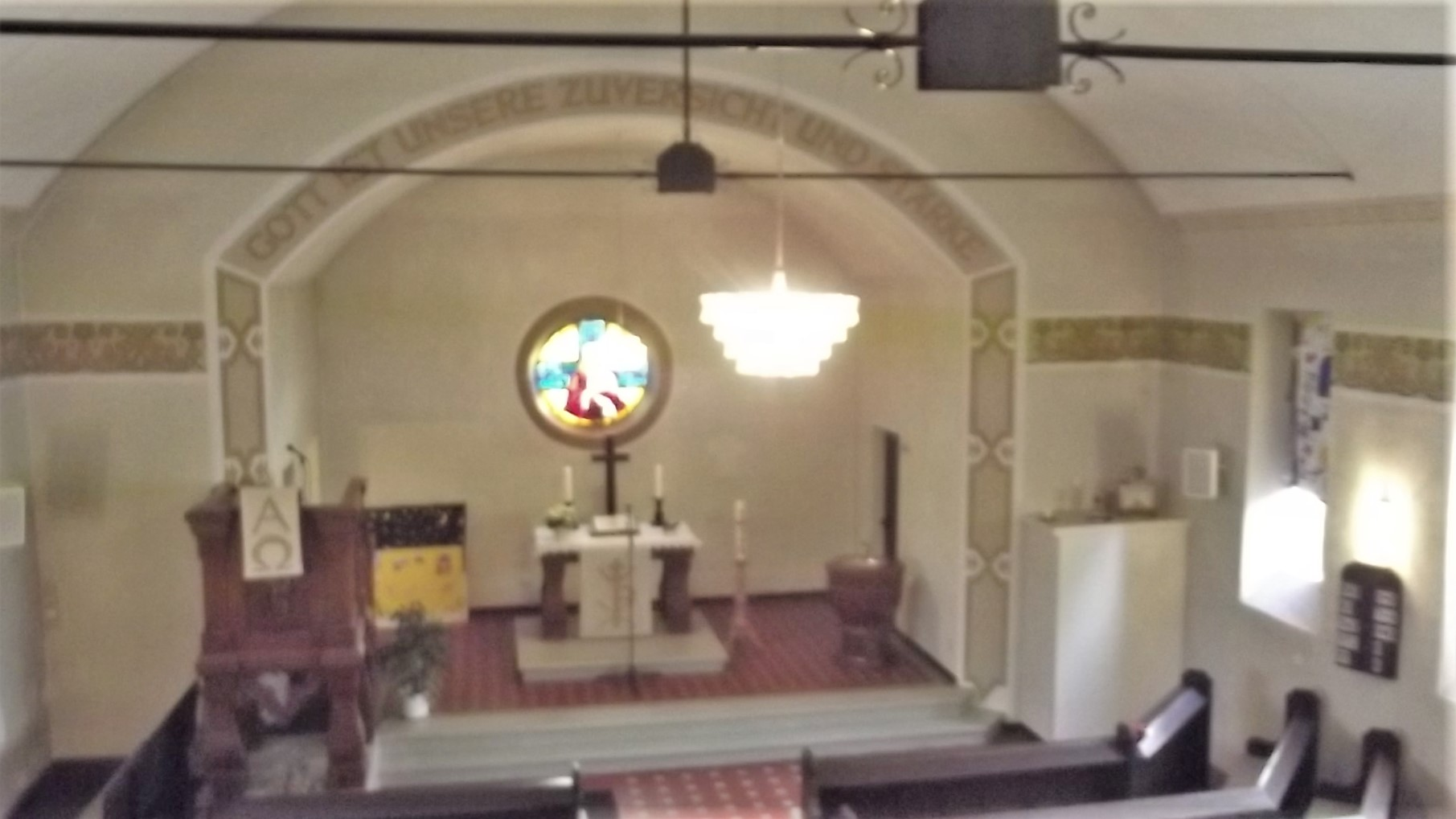
Innenraum

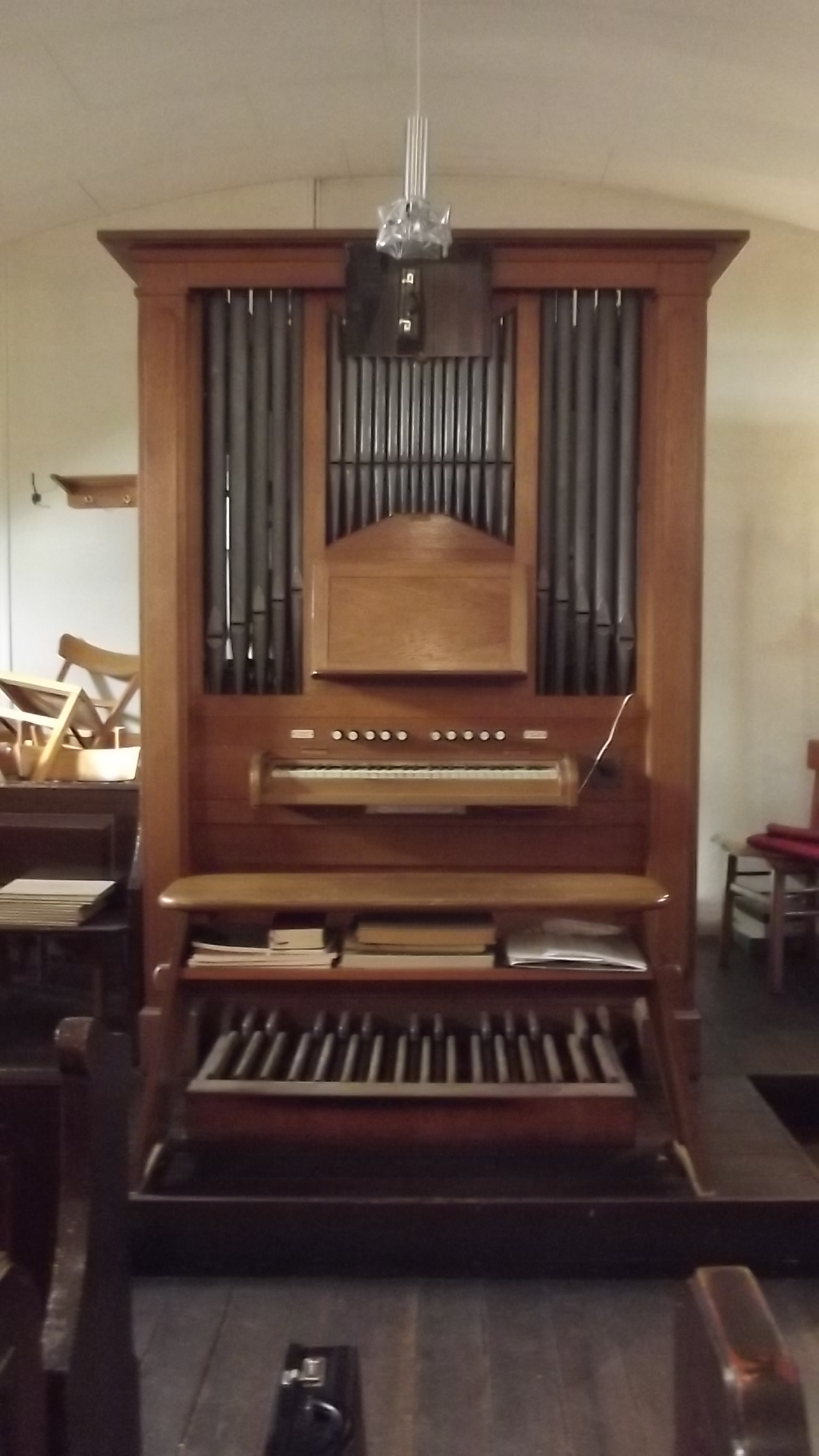
Walcker-Orgel

Die Evangelische Kirche Bosen ist eine Kirche der Evangelischen Kirchengemeinde Bosen in Bosen-Eckelhausen, einem Ortsteil der saarländischen Gemeinde Nohfelden, Landkreis St. Wendel. Die Kirchengemeinde ist dem Kirchenkreis Obere Nahe der Evangelischen Kirche im Rheinland zugeordnet. In der Denkmalliste des Saarlandes ist die Kirche als Einzeldenkmal aufgeführt.

## Geschichte
In einer Schenkungsurkunde des Bischofs Wigfried von Verdun an das Kloster St. Paul zu Verdun aus dem Jahr 972 findet sich die erstmalige schriftliche Erwähnung einer Kirche in Bosen, die laut dieser Quelle der Jungfrau und Gottesmutter Maria gewidmet war. Eine spätere Quelle, datierend aus dem Jahr 1330, nennt den heiligen Willibrord als Kirchenpatron. Im Jahr 1561 wurde in Bosen, das zum Herrschaftsgebiet derer von Hunolstein gehörte, die lutherische Konfession eingeführt. Zur gleichen Zeit verlor Bosen seine pfarrliche Selbständigkeit, als es gemeinsam mit dem einige Kilometer nördlich gelegenen Sötern zu einem gemeinsamen Pfarrbezirk zusammengelegt wurde.
Die Kirche in Bosen wurde wohl bis ins späte 18. Jahrhundert auch noch von Katholiken genutzt, ehe diese der katholischen Pfarrei St. Martin von Tours in Neunkirchen/Nahe zugeordnet wurden, deren klassizistische Kirche in den Jahren 1828–1829 anstelle eines romanischen Vorgängerbaues errichtet worden war.
Bosen gehörte bis 1918 zum Fürstentum Birkenfeld (Landesteil Birkenfeld nach 1918), einer linksrheinischen Exklave des Großherzogtums Oldenburg bzw. des Freistaates Oldenburg.

## Architektur
Im Jahr 1914 wurde das alte Kirchenschiff abgerissen, während der Turm aus dem 15. Jahrhundert erhalten blieb. In den Jahren 1914 bis 1917 erfolgte der Bau des heutigen Kirchengebäudes nach Plänen des aus Bielefeld-Schildesche stammenden Architekten Karl Siebold. Dieser Neubau ist ein zentralisierender Kreuzsaal in Neorenaissance-Formen des Abstraktions-Historismus. Der Erweiterungsbau wurde als Saalraum mit ausladendem breitem Querschiff, einer Westempore und glatt schließendem Chorraum errichtet. Die Ostwand öffnet sich in einem Rundfenster und zwei hochrechteckigen Fenstern. Im Westteil des Gebäudes sind die Kirchenfenster annähernd quadratisch und in zwei Reihen übereinander angeordnet, um die Empore mit ausreichendem Tageslicht zu erhellen. Im Quersaal fasste Architekt Siebold die hochrechteckigen Fenster mit Blendbögen auf dem oberen Fenstersturz zu einer Dreiergruppe zusammen und ließ sie jeweils von einem einzelnen, ebenfalls hochrechteckigen Fenster flankieren. Das Satteldach der Kirche wird über dem Chorbereich als Mansardenwalmdach weitergeführt.
Die Kirchenvierung wird durch Emporenraum, Querschiff und Chor räumlich ausgeweitet. Zwar fehlt am Kirchengebäude weitgehend die Bauzier, doch weisen die Fensterformen auf Schmuckformen der Renaissance hin.

## Ausstattung
Zur Ausstattung der Kirche gehört eine wertvolle Altarbibel, die die Kirche als Geschenk vom Großherzog von Oldenburg erhielt.

### Orgel
Die Orgel der Kirche wurde im Jahr 1949 von der Orgelbaufirma Walcker (Ludwigsburg) erbaut. Das einmanualige Schleifladen-Instrument verfügt über 5 Register. Die Spiel- und Registertraktur ist mechanisch. Die Disposition lautet wie folgt:
| Manual C–f3 |                |    |
| 1.          | Gedackt B/D    | 8′ |
| 2.          | Prinzipal B/D  | 4′ |
| 3.          | Rohrflöte B/D  | 4′ |
| 4.          | Feldflöte B/D  | 2′ |
| 5.          | Scharf III B/D |    |

| Pedal C–d1 |           |
|            | angehängt |